# Leo Sloma
Leo Franz Sloma (* 5. April 1890 in Bromberg; † 14. Februar 1956 in Potsdam) war ein deutscher Schauspieler.

## Leben und Wirken
Der Sohn des Arbeiters Vincent Sloma und dessen Frau Julianna geb. Jaskólska begann in den frühen 1910er Jahren als Artist und Schauspieler zu arbeiten und trat an etlichen Berliner Bühnen auf (Großes Schauspielhaus, Kleines Theater, Kabarett der Komiker, Lessingtheater, Komische Oper, Scala, Wintergarten). Beim Film seit dem Vorabend des Ersten Weltkriegs aktiv, stand Leo Sloma vor allem ab Beginn der Tonfilmära häufig vor der Kamera, als er in den kommenden anderthalb Jahrzehnten eine gut beschäftigte Leinwandcharge war. Der füllige Schauspieler verkörperte vor allem einfache Leute aus dem Volke: Gastwirte, Zechkumpane und Artisten. Nach dem Zweiten Weltkrieg fand Leo Sloma vor allem bei der DEFA Beschäftigung – das Rollenfach blieb bis zuletzt dasselbe. Seit 1935 in Mühlenbeck nördlich von Berlin wohnhaft, starb er 1956 bei seiner Frau in Potsdam.
Sloma war viermal verheiratet: Von 1914 bis zu deren Tod 1926 mit Elisabeth Lewandowski, von 1927 bis zur Scheidung 1928 mit Hertha Pankarz, ab 1935 mit Anna Walter und von 1954 bis zu seinem Tod mit Marta Marie Emma Kolaschinsky.

## Filmografie (Auswahl)
- 1914: Eine tolle Nacht
- 1919: Die Teufelskirche
- 1920: Drei Nächte
- 1922: Krawattenmacher – Der Wucherer von Berlin
- 1929: Sein bester Freund
- 1930: Menschen im Feuer
- 1930: Liebeskleeblatt
- 1932: Einmal möcht’ ich keine Sorgen haben
- 1933: Scherben bringen Glück (Kurzfilm)
- 1934: Oberwachtmeister Schwenke
- 1936: Mädchenräuber
- 1936: Befehl ist Befehl
- 1936: Glückskinder
- 1937: Die gläserne Kugel
- 1937: Urlaub auf Ehrenwort
- 1938: Capriccio
- 1938: Napoleon ist an allem schuld
- 1939: Wer küßt Madeleine?
- 1939: Wir tanzen um die Welt
- 1940: Die 3 Codonas
- 1941: Männerwirtschaft
- 1942: Floh im Ohr
- 1943: Liebespremiere
- 1944: Der Mann, dem man den Namen stahl
- 1945: Peter Voß, der Millionendieb
- 1947: Wozzeck
- 1950: Bürgermeister Anna
- 1950: Familie Benthin
- 1950: Der Kahn der fröhlichen Leute
- 1951: Das verurteilte Dorf
- 1952: Die Unbesiegbaren
- 1954: Pole Poppenspäler
- 1955: Ein Polterabend